# جیمز مک آرتور (بازیکن فوتبال)
جیمز مک آرتور (انگلیسی: James McArthur؛ زادهٔ ۷ اکتبر ۱۹۸۷) بازیکن فوتبال اهل بریتانیا است.
از فیلم‌ها یا برنامه‌های تلویزیونی که وی در آن نقش داشته‌است می‌توان به محکم دارشان بزن اشاره کرد.
از باشگاه‌هایی که در آن بازی کرده‌است می‌توان به باشگاه فوتبال همیلتون آکادمیکال، باشگاه فوتبال ویگان اتلتیک، و باشگاه فوتبال کریستال پالاس اشاره کرد.
وی همچنین در تیم‌های ملی فوتبال زیر ۲۱ سال اسکاتلند و اسکاتلند بازی کرده‌است.